# Miantochora cassualalla
Miantochora cassualalla là một loài bướm đêm trong họ Geometridae.